# Поселье (Бичурский район)
Посе́лье — село в Бичурском районе Бурятии. Административный центр сельского поселения «Посельское».

## География
Расположено на правом берегу реки Хилок, в 25 км к востоку от районного центра, села Бичура, в 7 км восточнее региональной автодорога Р441 Мухоршибирь — Бичура — Кяхта. Село связано с левым берегом Хилка автомобильным мостом с селом Слобода на республиканской автодороге 03К-005 к границе с Забайкальским краем.

## История
Изначально — вотчина Троицкого Селенгинского монастыря. Некоторое время в Поселье жил епископ Иннокентий. Дом, в котором жил Иннокентий сохранялся до середины 1910-х годов. В доме хранилась икона «Плащаница», по преданиям, написанная Иннокентием.

## Население
| 2002 | 2010 |
| ---- | ---- |
| 538  | ↘529 |